# Arumaki Strickland
Arumaki Strickland (mort el 9 de setembre de 1971) va ser un home de negocis i polític niueà nascut a les Illes Cook. Va ser membre de l'Assemblea de Niue durant diversos anys i va ser membre del Consell Executiu, exercint com a membre dels serveis de ràdio i telefonia.

## Biografia
Nascut a les Illes Cook, Strickland regentava una fleca a Rarotonga. Es va convertir en secretari del Sindicat de Treballadors de les Illes Cook i va dirigir l'Associació de Natius de les Illes Cook. Es va traslladar a Niue el 1947 per obrir una fleca, i posteriorment es va involucrar en diverses altres empreses, inclosa una empresa comercial i un operador d'autobusos, a més d'obrir el primer cinema de l'illa el 1949 i un garatge el 1970.
En les primeres eleccions a l'Assemblea de l'illa de Niue el 1960, Stickland va ser elegit per la circumscripció d'Alofi Nord. Després de ser reelegit el 1966, va ser elegit membre del Consell Executiu. Més tard, el mateix any, es va introduir un sistema de membres en el govern, amb Stickland nomenat membre dels serveis de ràdio i telèfon. No obstant això, es va retirar dels seus càrrecs polítics el 1969 a causa de problemes de salut.
Strickland va morir a l'hospital d'Alofi el setembre de 1971 als 69 anys. Li van sobreviure la seva dona i els seus dotze fills.